# 寺尾豊

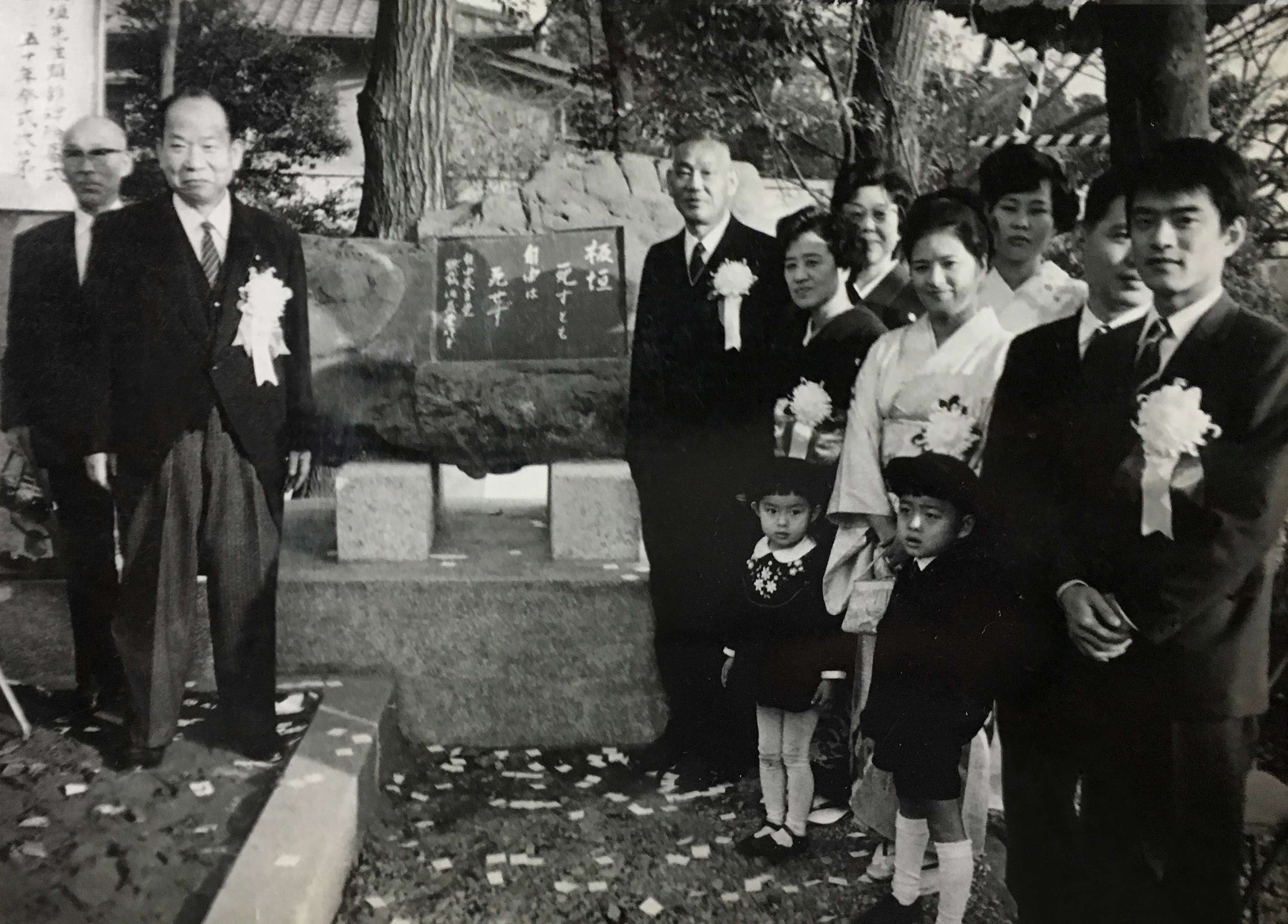
板垣退助五十回忌墓前祭（左列：寺尾豊）

寺尾 豊（てらお ゆたか、1898年（明治31年）1月23日 – 1972年（昭和47年）11月27日）は、昭和期の政治家、実業家。位階は正三位。
郵政大臣（第13代）、参議院副議長（第5-6代）、衆議院議員（1期）、参議院議員（5期）。財団法人板垣会第13代会長。板垣退助先生顕彰会初代会長。

## 来歴・人物

### 青年期
眼科医・白石純成の三男として、高知県高岡郡須崎町（現須崎市）に生まれる。後に寺尾英吉の養子となる。私立高知工業学校を卒業後、職工を経て上京する。
1929年（昭和4年）3月、立正大学高等師範部を卒業。1934年（昭和9年）に関東正機を設立し代表取締役に就任。戦時中は、同じ高知県出身の軍人・永野修身の仲介により、日本海軍に魚雷用のジャイロスコープを納入。のち、高知造船の社長となり、中小型船舶を生産。これらが成功して財を成した。

### 政治家として
1946年（昭和21年）、第22回衆議院議員総選挙に日本自由党から高知全県区にて立候補し当選。翌1947年（昭和22年）の総選挙では吉田茂に地盤を譲るため、自身は同年第1回参議院議員通常選挙の全国区に鞍替え出馬して当選した（3年議員として2回当選）。その後1953年（昭和28年）の第3回参議院議員通常選挙から高知県選挙区に移り、以後参議院当選通算5回を数えた。
参議院では松野鶴平の側近となる。快活温厚な人柄で、野党との調整能力があった。参議院議院運営委員長や第2次吉田内閣地方財政政務次官を務める。1956年（昭和31年）参議院副議長、1958年（昭和33年）第2次岸内閣では郵政大臣として入閣。在任中は資材の購入を巡る電電公社のお家騒動に遭遇したが、当時の総裁梶井剛、副総裁靱勉、技師長中尾徹を一挙に更迭するという荒療治を施し解決に導いた。その後は参院予算委員長、外務各委員長などを歴任。皇室会議議員、自由民主党国対委員長などを務めた。1968年（昭和43年）春の叙勲で勲一等瑞宝章受章。

### 文化事業活動

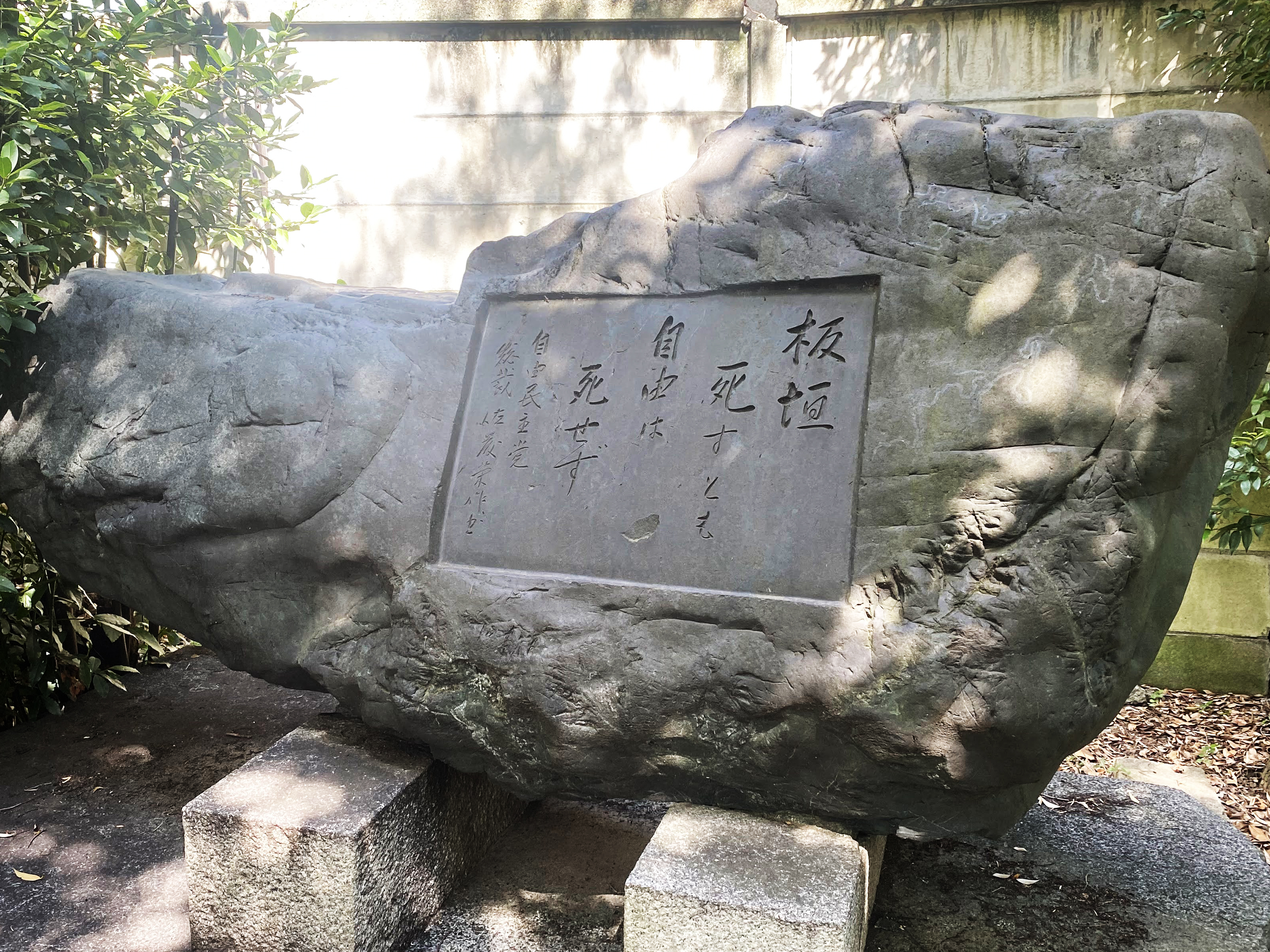
板垣退助先生顕彰碑（佐藤栄作書）

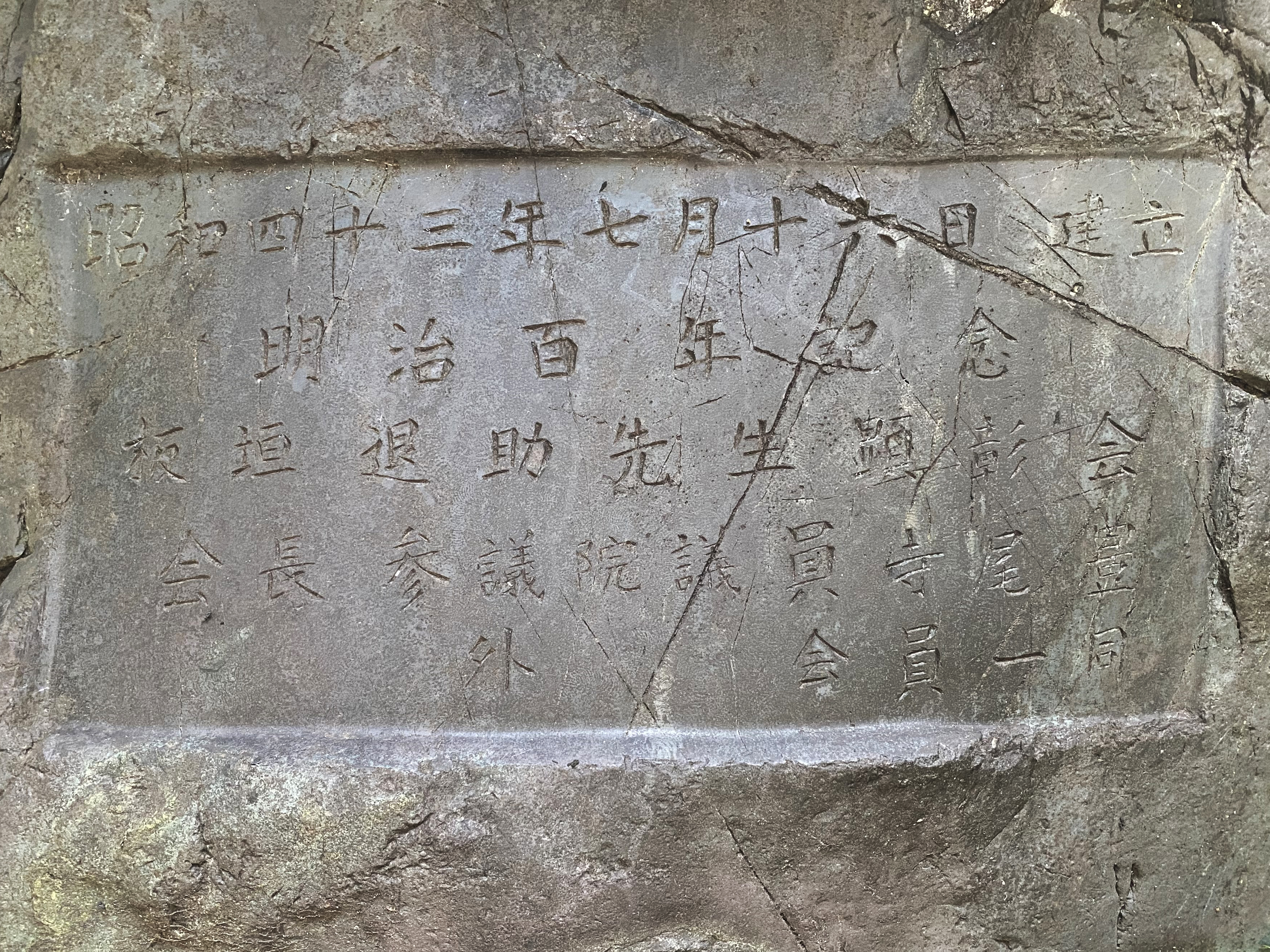
同上石碑（碑陰）板垣退助五十回忌に建立

1968年（昭和43年）は、明治維新百年かつ、自由民主党の源流となる愛国公党ならびに自由党を創設した板垣退助が薨去50回忌を迎えることになるため、自由民主党総裁・佐藤栄作の意を受け、7月、自身が会長を務める「財団法人板垣会（高知県）」や「東京高知県人会」などを母体として有志を募り「板垣退助先生顕彰会」を設立（名誉総裁佐藤栄作、名誉会長溝渕増巳、最高顧問山内豊秋）。同年12月8日、東京都品川区で「明治維新百年・板垣退助先生五十回忌墓前祭」を挙行。自由民主党結党の精神を尊び、退助の子孫らを招き、参議院議員塩見俊二らと共に退助の墓前に「板垣死すとも自由は死せず」の石碑（佐藤栄作揮毫、高知県産岩石を使用）を建立した。さらに同12月22日、「吉村虎太郎先生銅像建設期成同盟会」によって「吉村虎太郎先生像」が建立されることとなり寺尾が題字の揮毫を行った。
翌年（昭和44年）4月6日、板垣退助岐阜遭難記念の日を期して、高知県高知市薊野（板垣山）の乾家歴代墓所に、板垣退助の分骨墓を建立。さらに板垣退助遺著『立國の大本』を復刻出版し、板垣精神の顕彰に取り組んだ。

### 政界引退以降
1971年（昭和46年）政界を引退。
1972年（昭和47年）11月27日、脳出血のため死去、74歳。
死没日をもって勲一等旭日大綬章を追贈、正八位から正三位に叙される。

## 家族
- 実父：白石純成 ‐ 高知県高岡郡久礼村の眼科医[8]
- 養父：寺尾英吉
  - 本人：寺尾豊
    - 孫：寺尾宏明
    - 孫：寺尾次郎
      - 曾孫：寺尾紗穂 ‐ 次郎の娘[9]

## 選挙歴
| 当落                        | 選挙                    | 施行日        | 選挙区       | 政党       | 得票数  | 得票率 | 得票順位 /候補者数 | 比例区 | 比例順位 /候補者数 |
| --------------------------- | ----------------------- | ------------- | ------------ | ---------- | ------- | ------ | ------------------ | ------ | ------------------ |
| 当                          | 第1回参議院議員通常選挙 | 1947年10月7日 | 全国区       | 日本自由党 | 116,027 |        | 57/258             | -      | -                  |
| 当                          | 第2回参議院議員通常選挙 | 1950年6月4日  | 全国区       | 自由党     | 144,524 |        | 56/？              | -      | -                  |
| 当                          | 第3回参議院議員通常選挙 | 1953年4月24日 | 高知県地方区 | 自由党     | 196,580 | 59.5   | 1/2                | -      | -                  |
| 当                          | 第5回参議院議員通常選挙 | 1959年6月2日  | 高知県地方区 | 自由民主党 | 231,637 | 62.5   | 1/2                | -      | -                  |
| 当                          | 第7回参議院議員通常選挙 | 1965年7月4日  | 高知県地方区 | 自由民主党 | 227,309 | 60.2   | 1/3                | -      | -                  |
| 当選回数5回 （参議院議員5） |                         |               |              |            |         |        |                    |        |                    |